# 유인영 (가수)
유인영 (1980년 2월 2일 ~ )은 대한민국의 가수이다.

## 학력
- 인천체육고등학교

## 음반
- 2015년 당신께 갈래요
- 2016년 나같은 여자